# S.H. Bagge
Svend Henrik Olufsen Bagge (29. juli 1817 i København – 3. april 1895 sammesteds) var en dansk læge og veterinær, far til Frederik Bagge.
Efter at have taget lægeeksamen 1842 var Bagge en tid prosektor ved universitetet, men blev ved Carl Viborgs død 1844 ansat som lektor ved Veterinærskolen. De to følgende år anvendte Bagge til studier ved udlandets veterinære anstalter og overtog efter sin hjemkomst forelæsningerne over husdyrenes indvortes sygdomme samt ledelsen af den stationære klinik, i hvilken stilling han virkede indtil efteråret 1889. 1847-50 var han tillige forstander for den ambulatoriske klinik. I 1851 blev han medlem af — senere formand for — det veterinære sundhedsråd, og i tolv år (1880-92) fungerede han som veterinærfysikus. I Tidsskrift for Veterinærer, af hvilket Bagge var medstifter — i mange år (1853-76) tillige medredaktør —, har han skrevet en række mindre artikler; men foruden disse har han 1863 offentliggjort en større afhandling om Snivesygdommens Forekomst i Danmark. Ved siden af sin virksomhed som lærer ved Veterinærskolen har Bagge en årrække med interesse taget del i ledelsen af landets hesteavl, først som konstitueret landstutmester (1861-62), siden (1862-74) som medlem af stuterikommissionen, ved hvilken han en tid lang var Sekretær. Endelig har Bagge i væsentlig grad medvirket ved oprettelsen og bestyrelsen af forskellige, dels filantropiske, dels almennyttige, dels industrielle selskaber og foreninger.
Han er begravet på Frederiksberg Ældre Kirkegård.

## Hæder
- Titulær professor 1859
- Ridder af Dannebrogordenen 1867, Dannebrogsmand 1878, Kommandør af 2. grad 1888
- Etatsråd 1892